# Сухарево (Вашкинский район)
Сухарево — деревня в Вашкинском районе Вологодской области.
Входит в состав Киснемского сельского поселения, с точки зрения административно-территориального деления — в Киснемский сельсовет.
Расстояние по автодороге до районного центра Липина Бора — 20 км, до центра муниципального образования села Троицкое — 6 км. Ближайшие населённые пункты — Васильево, Грикшино, Маурино, Мякишево, Подгорская, Поздино, Чертеж.
По данным переписи в 2002 году постоянного населения не было.